# 三菱東京フィナンシャル・グループ
株式会社三菱東京フィナンシャル・グループ（みつびしとうきょうフィナンシャル・グループ、英語: Mitsubishi Tokyo Financial Group, Inc.、略称：MTFG）は、かつて存在した三菱グループの金融持株会社である。

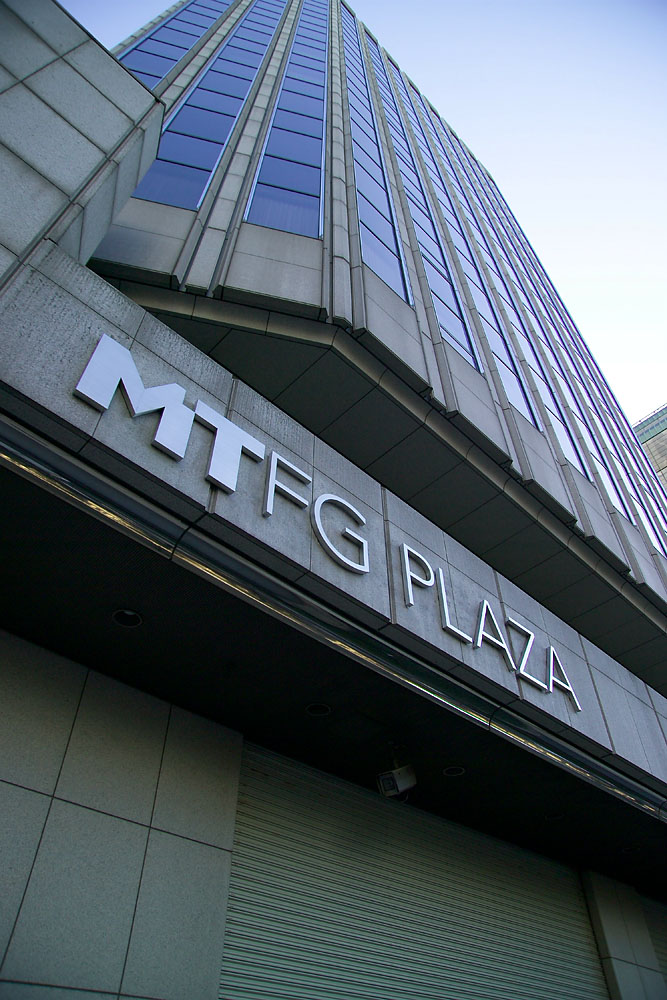
日本橋MTFGプラザ（現：日本橋MUFGプラザ・三菱東京UFJ銀行日本橋支店、旧：東京銀行本店）

## 概説
2001年4月2日に株式会社東京三菱銀行（現：株式会社三菱UFJ銀行）、三菱信託銀行株式会社（現：三菱UFJ信託銀行株式会社）および日本信託銀行株式会社（2001年10月1日に三菱信託銀行株式会社に吸収合併され消滅）が株式移転して設立。
三菱グループの銀行を統括する。この外、銀行法第52条の23第1項により子会社とすることが出来る会社の経営管理を行うこと及びこれに附帯する業務を営む。本社は当初有楽町ビル内に設置され、丸の内ビルディング（2代目）の竣工後同所へ移転した（MUFG発足後は当時の東京三菱銀行本店ビル内に移転している。）。
コーポレートカラーは三菱グループ共通の色である赤。CMやビデオプロモーションでは「MEET」から「MTFG」に変化するロゴのアニメーションと「MEET, MTFG」のサウンドロゴでCIが表現された。
2005年10月1日に株式会社UFJホールディングスと合併し、三菱UFJフィナンシャル・グループ（MUFG）となり、資産規模約190兆円の世界最大級の金融グループが誕生した。

## 沿革
- 2001年（平成13年）
  - 4月2日 - 株式会社東京三菱銀行、三菱信託銀行株式会社及び日本信託銀行株式会社が株式移転し、株式会社三菱東京フィナンシャル・グループ設立。
  - 9月28日 - 株式会社東京三菱銀行の完全子会社の東京信託銀行株式会社を完全子会社化。
- 2004年（平成16年）12月22日 - ダイヤモンドコンピューターサービス株式会社と株式交換を行い、同社を完全子会社化[1]。
- 2005年（平成17年）
  - 7月1日 - 三菱証券株式会社の株式を株式会社東京三菱銀行及び三菱信託銀行株式会社から譲り受け、子会社化。
  - 10月1日 （登記は10月3日） - 株式会社UFJホールディングスを合併し、株式会社三菱UFJフィナンシャル・グループに商号変更。

## 歴代社長
| 代 | 氏名     | 在任期間               | 出身校           |
| -- | -------- | ---------------------- | ---------------- |
| 1  | 三木繁光 | 2001年4月 - 2004年6月  | 東京大学法学部   |
| 2  | 畔柳信雄 | 2004年6月 - 2005年10月 | 東京大学経済学部 |

## 主なグループ企業
2005年9月30日時点。括弧内は、議決権の所有割合を示す（「MTFG合計」は、MTFG子会社による間接所有を含む事を意味する。「三菱信託銀行合計」も同様。）。

### 連結子会社
- 株式会社東京三菱銀行（MTFG100%・非上場）
- 三菱信託銀行株式会社（MTFG100%・非上場）
- 三菱証券株式会社（MTFG合計57.60%・東証1部上場）
- Meネット証券株式会社（三菱証券50.8%・非上場）
- 株式会社ディーシーカード（MTFG合計43.06%、アコム20.33%・非上場）
- 菱信ディーシーカード株式会社（三菱信託銀行合計61.2%・非上場）
- 株式会社東京クレジットサービス （東京三菱銀行26.50%、三菱信託銀行2.00%・非上場）
- 日本確定拠出年金コンサルティング株式会社（東京三菱銀行35%、三菱信託銀行35%・非上場）
- UnionBanCal Corporation（東京三菱銀行61.04%・NYSE上場）
- Union Bank of California, N.A.（UNBC100%・非上場）

### 持分法適用関連会社
- アコム株式会社（MTFG合計16.24%・東証1部上場）
- ダイヤモンドリース株式会社（MTFG合計15.51%・東証1部上場）
- 株式会社DCキャッシュワン（東京三菱銀行30.00%、三菱信託銀行15.00%、アコム54.73%・非上場）
- 日本マスタートラスト信託銀行株式会社（三菱信託銀行29%・非上場）

## テレビ番組
- 日経スペシャル ガイアの夜明け 巨大銀行 統合劇の真相 〜完全再現 その時、頭取は決断した〜（2004年8月17日、テレビ東京）[2] - UFJグループと三菱東京フィナンシャル・グループとの統合を取材。